# Karel IV. Bourbonský
Karel Bourbonský (2. červen 1489 – 25. březen 1537) byl francouzský princ královské krve a vojenský velitel u dvora Františka I. Francouzského. Byl dědečkem krále Francie Jindřicha IV.

## Život
Karel se narodil na zámku de Vendôme jako syn Františka, hraběte z Vendôme a Marie Lucemburské.
Karel se stal v roce 1495, po svém otci hrabětem z Vendôme. Karlova první vojenská služba byla v Itálii, za vlády Ludvíka XII. Francouzského. Jeho hrabství bylo v roce 1514 povýšeno na vévodství. Bojoval v bitvě u Marignana a podílel se na vlámském tažení. Pro svou loajalitu ke králi, byl jmenován hlavou rady, když byl král František zajat u Pavie.
Dne 18. května 1513 se oženil s Františkou z Alençonu, dcerou Reného, vévody z Alençonu. Měli spolu třináct dětí:
- Ludvík (1514–1516)
- Marie (1515–1538)
- Markéta (1516–1589) ⚭ 1538 vévoda z Nevers a hrabět z Rethelu František I. (1516–1561)
- Antonín Navarrský (1518–1562); sňatkem navarrský král; ⚭ 1548 Jana III. Navarrská (1528–1572)
- František Bourbonský (1519–1546); zemřel svobodný a bezdětný
- Magdaléna (1521–1561); abatyše ze Sainte Croix de Poitiers
- Ludvík (1522–1525)
- Karel Bourbonský (1523–1590); kardinál
- Kateřina (1525–1594); abatyše ze Soissons
- Renata (1527–1583); abatyše z Chelles
- Jan (1528–1557); padl v bitvě u Saint-Quentinu ⚭ 1557 Mary of Bourbon
- Ludvík I. de Condé (1530–1569) ⚭ 1551 hraběnka z Roucy Eléanor de Roye (1535–1564)
- Eleonora (1532–1611); abatyše z Fontevraud

## Vývod z předků
Po smrti bratranců Karla IV. z Alençonu a Karla III. Bourbonského, se stal čtvrtým v pořadí na královský trůn, hned po králových synech. Jeho manželka, sestra posledního vévody z Alençonu, měla být dědičkou svého bratra, ale král František povolil své sestře, Markétě z Angoulême, poslední vévodově manželce, aby si vévodství ponechala, i když s vévodou neměla žádné děti. Karel měl rovněž zdědit bourbonské vévodství, ale to kvůli zradě jeho posledního držitele, propadlo koruně. V roce 1527 zemřel bourbonský konstábl, a tak se Karel stal hlavou rodu Bourbonů.
Jeho syn Antonín se oženil s Janou Navarrskou, dcerou Markéty z Angoulême, a tím se vyřešilo dědictví Alençonu. Jejich syn Jindřich se stal francouzským králem. Antonín a Ludvík, princ z Condé, se stali mocnými vojenskými vůdci na opačných stranách v hugenotských válkách. Karel zemřel v Amiens v roce 1537 ve věku 47 let.